# Jack Robinson
Jack Robinson, född 1 september 1993, är en engelsk professionell fotbollsspelare (vänsterback) som spelar för Sheffield United.
Han blev i maj 2010 blev Liverpool FC:s yngsta spelare genom tiderna när han debuterade i en Premier League-match mot Hull City 16 år och 250 dagar gammal.

## Biografi
Jack Robinson föddes i staden Warrington mellan Liverpool och Manchester i England. Han började spela i Liverpools ungdomslag 2008.
I Liverpools sista Premier League-match säsongen 2009-2010 debuterade Robinson i a-laget och blev klubbens yngsta spelare i tävlingsmatchsammanhang genom tiderna. Inför säsongen 2010-2011 deltog han i klubbens försäsongsläger i Schweiz. Under försäsongen fick han spela i träningsmatcherna mot Grasshoppers och Kaiserslautern. Han ingick i matchtruppen för första gången mot Northampton i ligacupen den 22 september. Han fick göra sitt första framträdande för säsongen på bortaplan mot Arsenal den 17 april 2011 då han blev inbytt i den första halvleken efter att Fabio Aurelio skadat sig. Han imponerade under matchen och blev uttagen i "veckans lag" av BBC:s expert Garth Crooks. Några dagar senare spelade han från start då Liverpool besegrade Birmingham med 5-0.
Den 30 juni 2018 värvades Robinson av Nottingham Forest, där han skrev på ett tvåårskontrakt. Den 21 januari 2020 värvades Robinson av Sheffield United, där han skrev på ett 2,5-årskontrakt.